# (598) Octavie
Pour les articles homonymes, voir Octavia et Octavie.

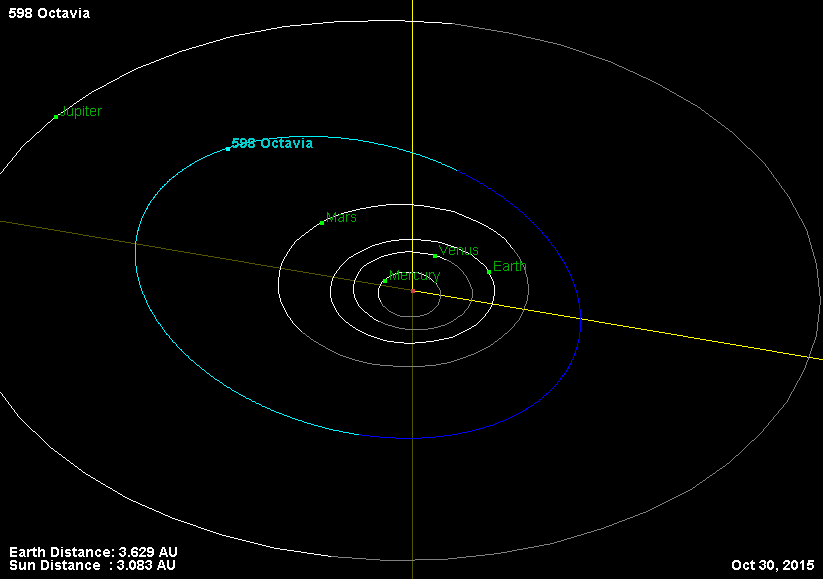

(598) Octavie ((598) Octavia) est un astéroïde de la ceinture principale découvert par Max Wolf le 13 avril 1906.
Il a été ainsi baptisé en référence à Octavie la Jeune, noble romaine.